# Erlingshofen (Kinding)

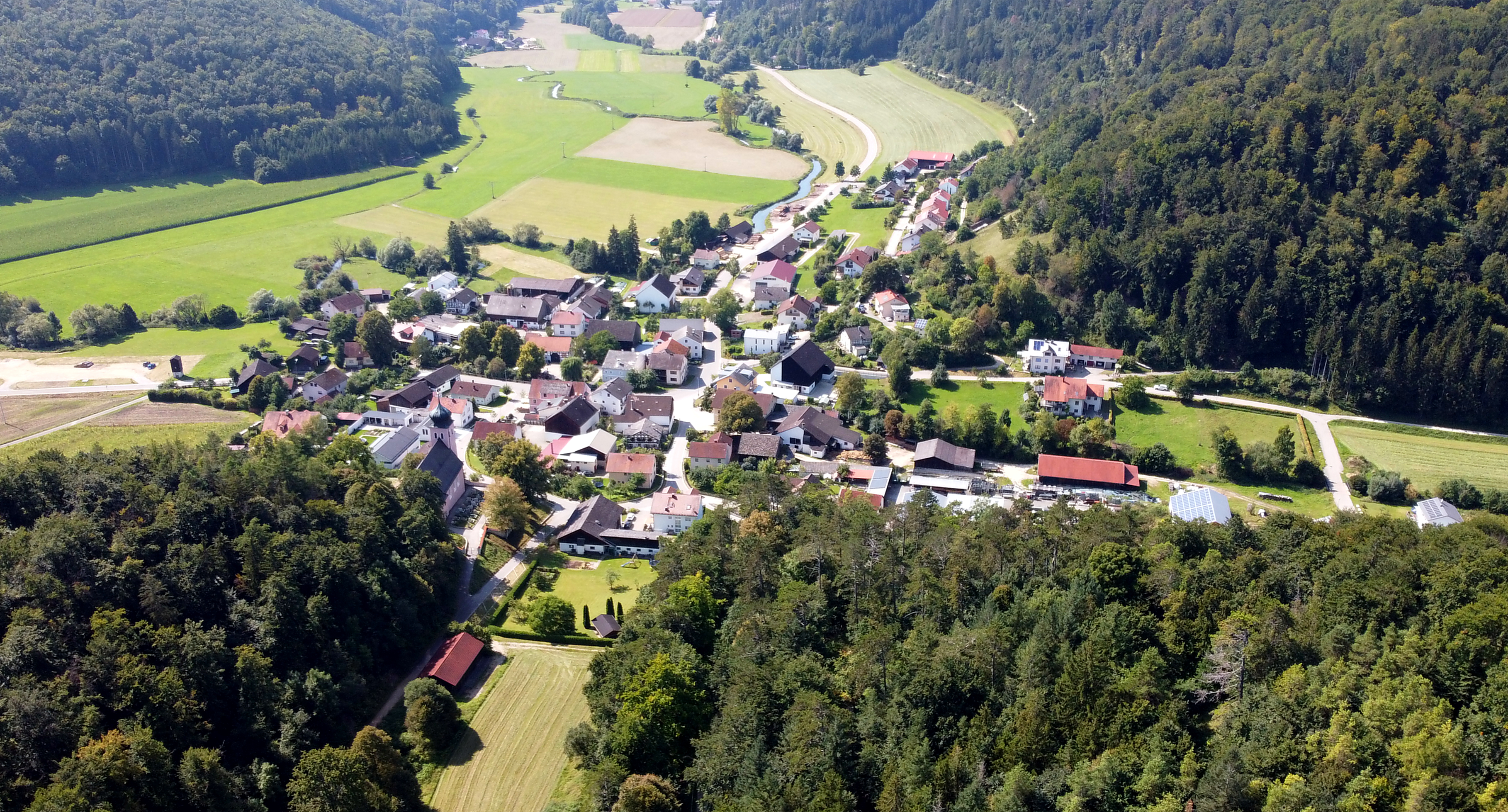
Luftbild von Erlingshofen aus Richtung Osten (September 2021)

Erlingshofen ist ein Ortsteil des Marktes Kinding im Anlautertal, Landkreis Eichstätt (Bayern).

## Lage
Das Kirchdorf liegt am Nordhang des Anlautertals zwischen Altdorf, Ortsteil von Titting, und Eibwang als weiteren Ortsteil von Kinding. Durch den Ort fließt von Norden her ein Bach, der Hafenbrunnenbach, der Anlauter zu.

## Geschichte
In der Flur von Erlingshofen wurden Steinwerkzeuge der Mittelsteinzeit (7.000 v. Chr.) sowie Gefäßscherben, ein Schwertgriff und eine Lanzenspitze der Bronzezeit gefunden. Auf dem Kirchberg östlich des Ortes sind Grabhügel und ein Abschnittswall aus der Hallstattzeit nachgewiesen. Weitere Funde lassen sich der Urnenfelderzeit und der Latènezeit zuordnen.
Von 1159 bis ca. 1495 sind in Urkunden Ortsadelige genannt; einige der Herren von Erlingshofen/Erlungshofen waren Domherren in Eichstätt.  Bis 1169 benannten sich auch die Herren von Arnsberg-Heideck nach Erlingshofen. Im 13. Jahrhundert kam der Ort in den Besitz der Grafen von Hirschberg. Später gehörte das Dorf zur bayerischen Herrschaft Arnsberg und wurde 1413 von den Frauenhofern, den Pfandinhabern von Arnsberg, widerrechtlich an die Schenken von Geyern veräußert. Fünf Jahre später mussten diese ihre Neuerwerbung wieder an Bayern abtreten. 1481 nahm der Bischof von Eichstätt Wilhelm von Reichenau Erlingshofen in seinen Besitz. 1550 wurde die Pfarrei zur Filiale von Altdorf abgestuft; zwei Jahre später plünderten hessische Truppen die Kirche. Beim Hochstift verblieb der Ort bis zur Säkularisation 1803/06 und wurde dann königlich-bayerisch. Von 1817 bis 1833 gehörte der Ort zum Fürstentum des Herzogs von Leuchtenberg. Danach wurde der Ort wieder bayerisch. Von 1963 bis 1966 führte man eine Flurbereinigung durch. Erlingshofen mit seinen Gemeindeteilen Erlingshofen, Eibwang, Schafhausen und Schafhausermühle beschloss kurz darauf im Rahmen der Gebietsreform die Auflösung als selbständige Gemeinde und den Anschluss an Kinding, der am 1. April 1971 erfolgte.
Seit 1992 ist der Ort staatlich anerkannter Erholungsort. Durch ihn führt der Anlautertal-Radwanderweg.

## Sehenswürdigkeiten
- Katholische Filialkirche „Mariä Heimsuchung“ auf einer Anhöhe am östlichen Ortsrand, 1308 bzw. 1713 geweiht, gotischer Chor aus dieser Zeit, Kirche seit dem Mittelalter Marienwallfahrtsstätte, 1711 Langhaus- und Kirchturm-Neubau durch Giovanni Battista Camessina im Stil des Barocks und Errichtung des Hochaltars, Seitenaltäre aus dem frühen 18. Jahrhundert, mehrere Plastiken des 15. bis 17. Jahrhunderts. Die Deckenfresken Schutzmantelmaria über dem Ort, die 6 Tondi Verkündigung, Heimsuchung, Weihnacht, Darstellung im Tempel, 12-jähriger Jesus im Tempel und Christus erscheint Maria sind von dem Kunstmaler Josef Wittmann, Maler des Neubarocks aus 1928. 2011 wurde ein neuer Volksaltar des Eichstätter Bildhauers Raphael Graf aufgestellt.
- Burgstall Wieseck nördlich des Orts (Graben und Schuttwälle), ehemals Sitz der Herren von Erlingshofen, 1312 bei einer Fehde des Rüdlin von Erlingshofen mit dem Eichstätter Bischof Philipp von Rathsamhausen durch diesen zerstört.
- Burgruine Rundeck/Stossenberg, Stammsitz der Arnsberg-Heidecker, aufgelassen im 14. Jahrhundert.